# Jüdischer Friedhof (Oberlauringen)

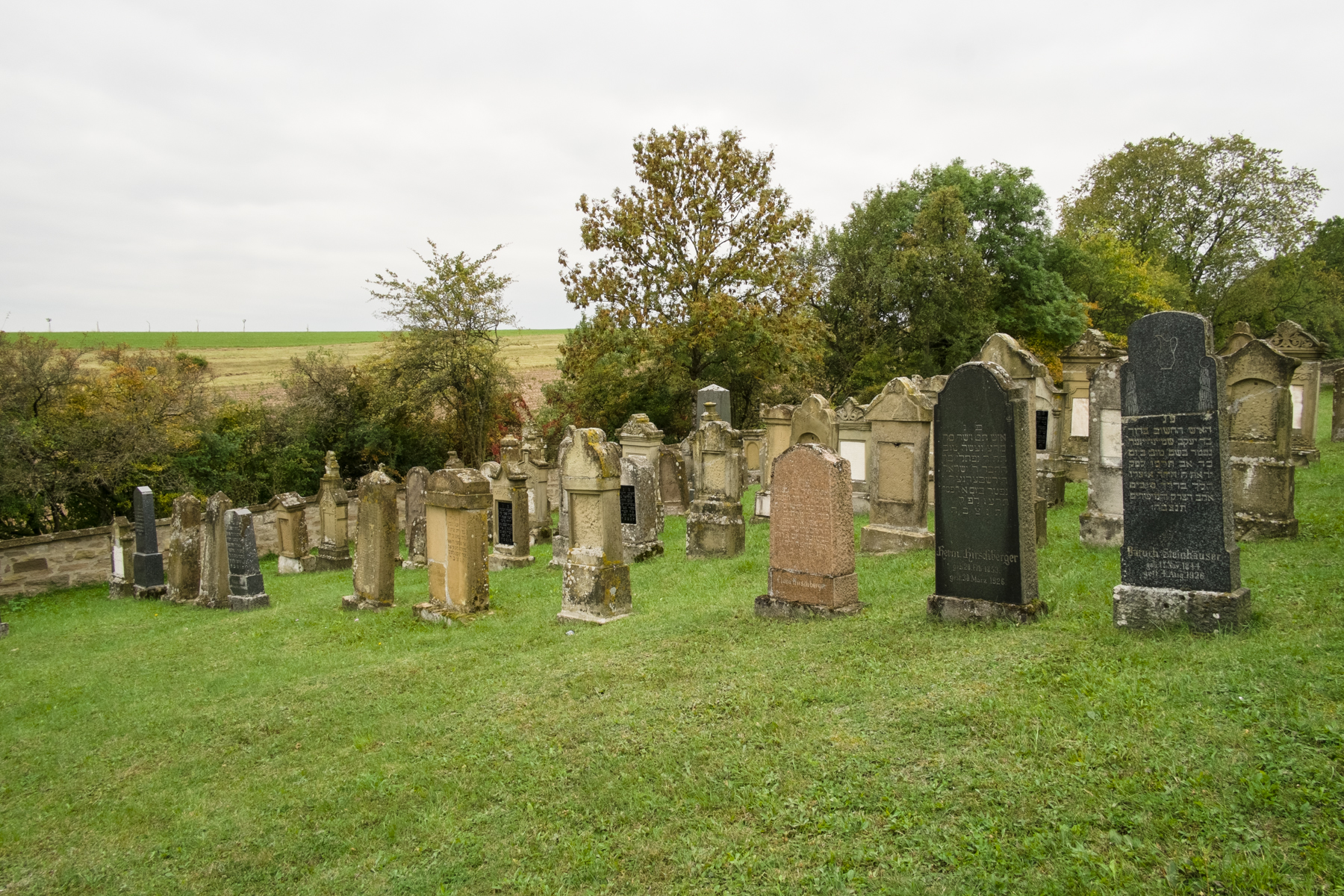
Jüdischer Friedhof in Oberlauringen

Der Jüdische Friedhof Oberlauringen in Oberlauringen, einem Gemeindeteil des Marktes Stadtlauringen im unterfränkischen Landkreis Schweinfurt, liegt etwa 500 Meter südwestlich von Oberlauringen. Auf einer Friedhofsfläche von 12,3 Ar finden sich etwa 200 Grabsteine.

## Geschichte
Ende des 18. Jahrhunderts entstand die jüdische Gemeinde von Oberlauringen, die 100 Jahre später einen Anteil von 20 % an der Gesamtbevölkerung ausmachte. Bis 1832 wurden ihre verstorbene Mitglieder auf dem acht Kilometer entfernten jüdischen Friedhof in Kleinbardorf bestattet.
Im Jahr 1832 wurde der Friedhof von Oberlauringen eingeweiht. Die letzte Bestattung datiert aus dem Jahre 1938.